# Нептун (міфологія)
Непту́н (лат. Neptunus) — римське божество хмар, дощу й вод, культ і образ якого ототожнився і злився з грецьким Посейдоном.
Був також покровителем коней і змагань на колісницях; звідси його вівтарі в Колізеї, у цирку Фламінія та ін.

## Походження
Перші згадки про божество датуються 3 століттям до нашої ери. Бог морів і потоків спочатку вважався покровителем річкової і джерельної води. Перехід в ранг царя морів пов'язаний з одруженням — молода дружина Нептуна символізувала у римлян солону воду. Ще однією зоною впливу Нептуна вважають скакунів, тому бога часто зображують керуючим колісницею.
За зовнішнім виглядом бог морів та океанів відрізняється від інших божеств занепокоєнням рухів, розпатланим волоссям і диким виглядом, що відображає бурхливість моря. Його головним атрибутом є тризуб, що використовується під час полювання на акул і китів.

## Культ Нептуна
Передусім Посейдону поклонялися як богу води і захиснику від посух. Тому свято Нептуна, так звані нептуналії, відзначали під час найбільшої посухи року — 23 липня. В цей день римляни зводили символічні курені, які символізували захист богом людей та їхніх справ від палючого сонця. Нептуна також шанували як покровителя джерел і проточної води. Завдяки впливу грецької культури римляни ототожнили Нептуна з Посейдоном. Нептун перейняв від Посейдона владу над морями і морськими подорожами. Обох богів античні скульптори зазвичай зображували у вигляді суворого старця з тризубцем у руках, яким він піднімав морські хвилі. На багатьох барельєфах він в супроводі цілої свити морських створінь. Перший храм божества побудували в Римі в 25 році до нашої ери. Це була будівля, розташована на Марсовому полі, яка була споруджена Агріппою на честь перемоги над Секстом Помпеєм.
Наближеними до Нептуна вважалися богині озер Салація і Венілія. Іноді їх вважали дружинами Нептуна. Бог входів і виходів Портун, в міру розвитку римського судноплавства, також наблизився до Нептуна, ставши покровителем портів. Керування джерелами приписувалося богові Фонсу.
Дотепер серед моряків усього світу існує звичай «посвячувати перед Нептуном» тих, хто вперше перетинає екватор.

## Родина
До любовних інтересів Нептуна відносять богиню Цереру. Дівчина не планувала відповідати на залицяння чоловіка, тому перетворилася на кобилу. Але Нептун не збирався відступати і прийняв образ скакуна. В результаті їхніх стосунків на світ з'явився крилатий кінь Аріон.
Не менш наполегливий Нептун був щодо Теофанії. Ревнивий бог, який боявся суперників, перетворив дівчину в вівцю. Сам Нептун перетворився в барана. Любовний зв'язок теж приніс потомство — барана із золотою вовною.
Офіційна дружина морського царя — нереїда Салакія. Дівчині вдавалося довго ховатися від наполегливого бога. Проте бог попросив дельфіна наздогнати нереїду і розповісти їй про почуття царя морів. Красуня справно виконувала подружній обов'язок, тому божественну пару по праву можна назвати багатодітною. Знаменитим нащадком Нептуна став Тритон — юнак з хвостом риби.
Втім, шлюб зовсім не охолодив запал Нептуна. Одним з пізніх захоплень стала Медуза, більше відома як Медуза Горгона. За однією версією, дівчина попросила захисту у сестри Нептуна, за що була перетворена в чудовисько. Інша інтерпретація міфу — в монстра Медузу перетворила ревнива дружина бога. Після смерті коханої з крапель її крові цар морів створив крилатого коня — Пегаса.

## У мистецтві
Один з найстаріших фонтанів Петергофа прикрашає статуя Нептуна. Компанію божеству складають дельфіни, тритони і річкові німфи.
Не менш велично виглядає статуя бога, розташована в Монтероссо-аль-Маре. Кам'яний Нептун — частина прикраси покинутої вілли. Висота статуї — 14 метрів, а вага — 1700 тонн.
Нептун також став символом Великого Устюга. Бог зображений на прапорі міста.

## Назви на честь Нептуна
У США є місто Нептун-Сіті штату Нью-Джерсі.
У місті Лонг-Біч є бульвар Нептуна.
У місті Джерсі-Сіті є проспект Нептуна (Neptune Ave).
У місті Лондон є вулиця Нептуна.

## Галерея

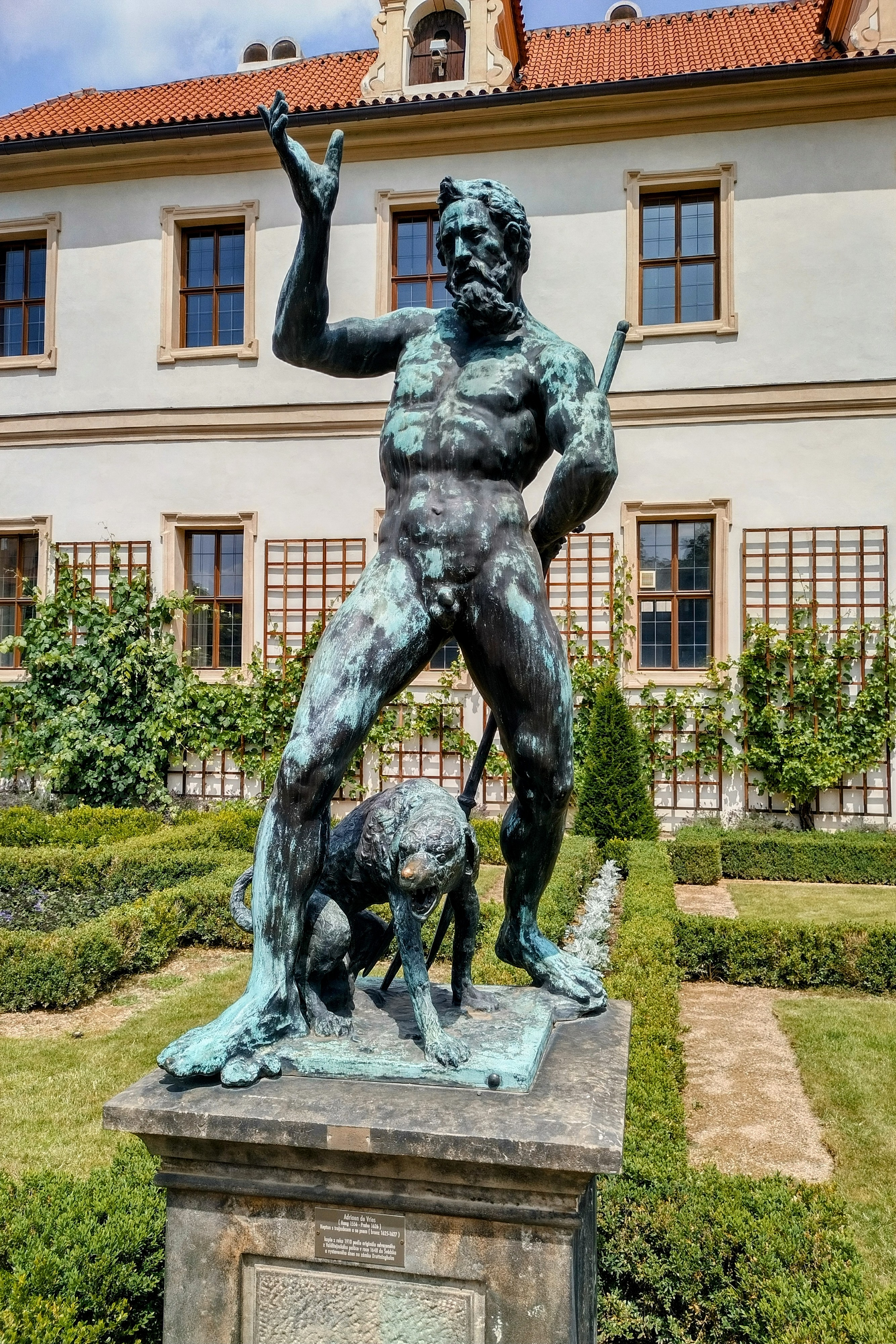
Статуя роботи Адріана де Вриса, парк Валдштейнського палацу, Прага
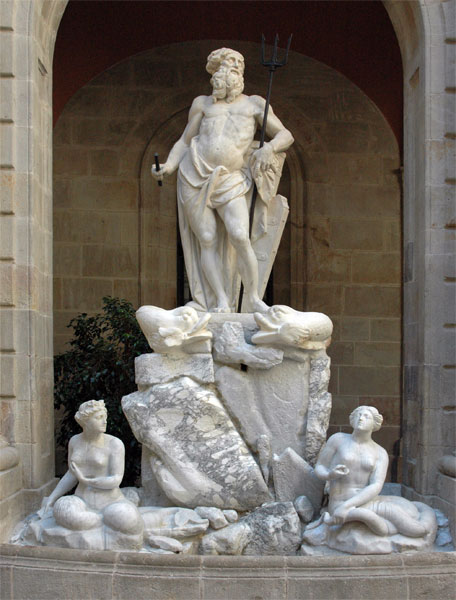
Фонтан Нептуна з двома нереїдами. Ніколау Траве, Барселона (1802)
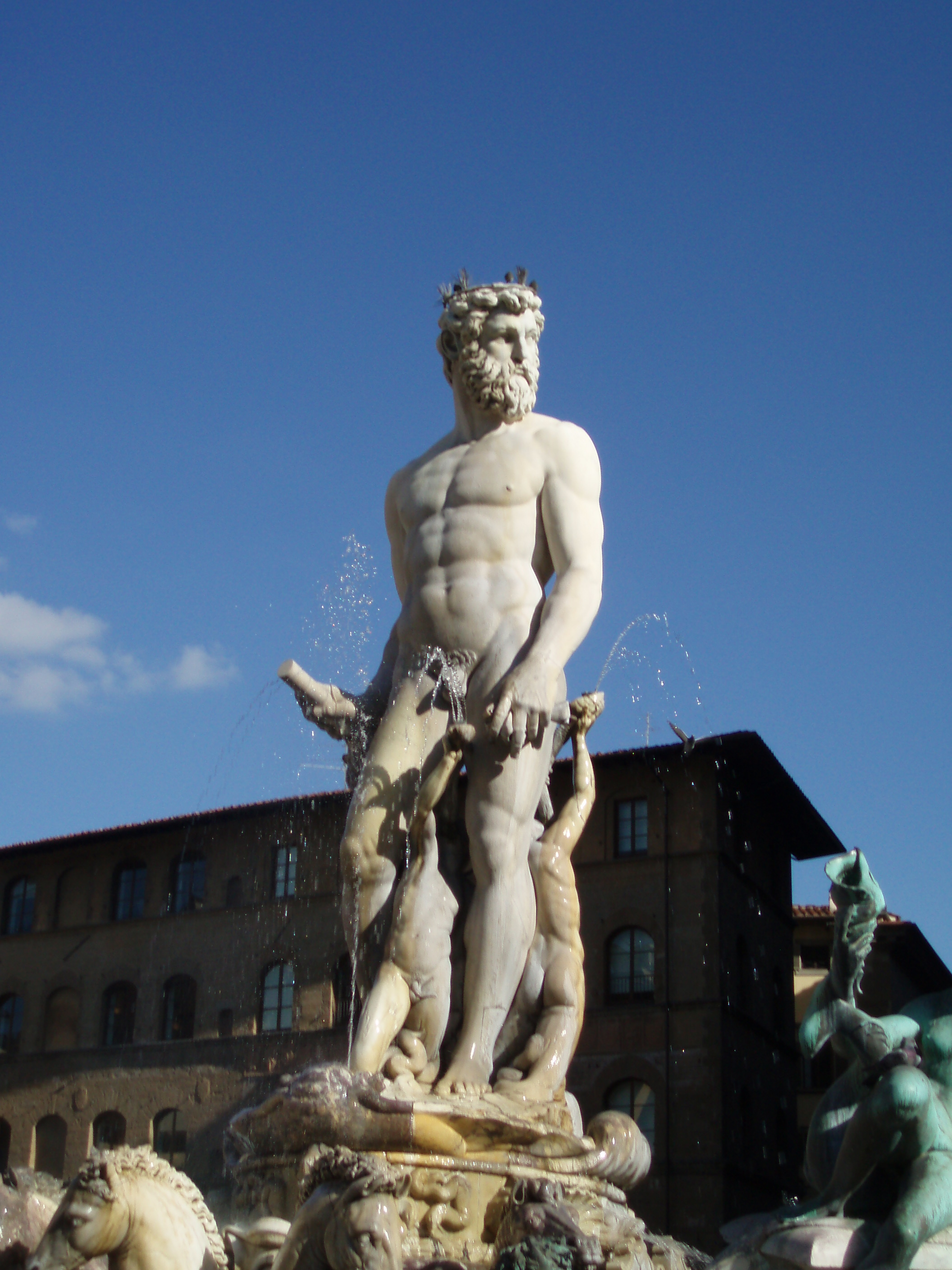
Фонтан Нептуна. Бартоломео Амманаті, Флоренція
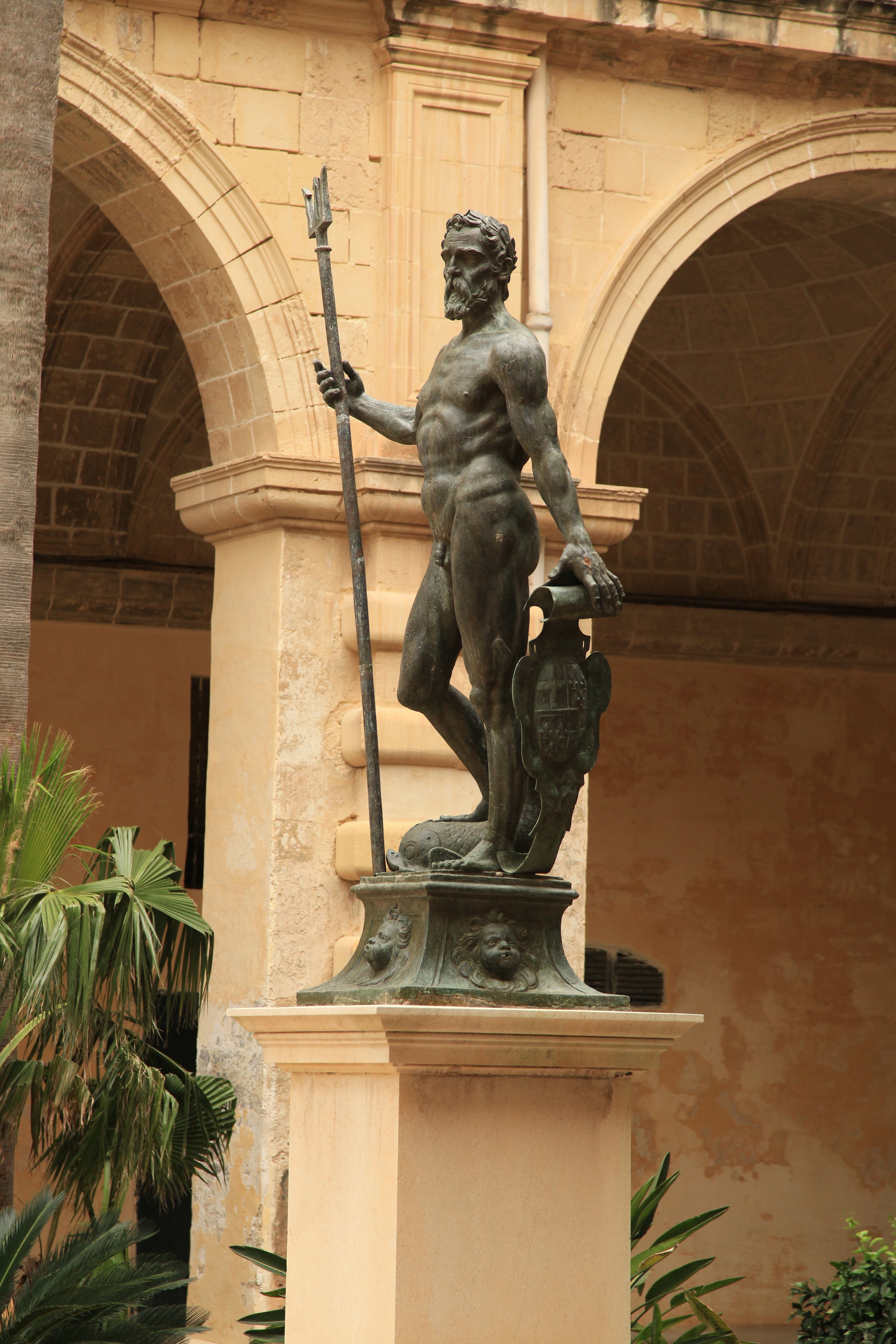
Бронзова статуя у Валлетті (Мальта) (кін. XVI ст.)
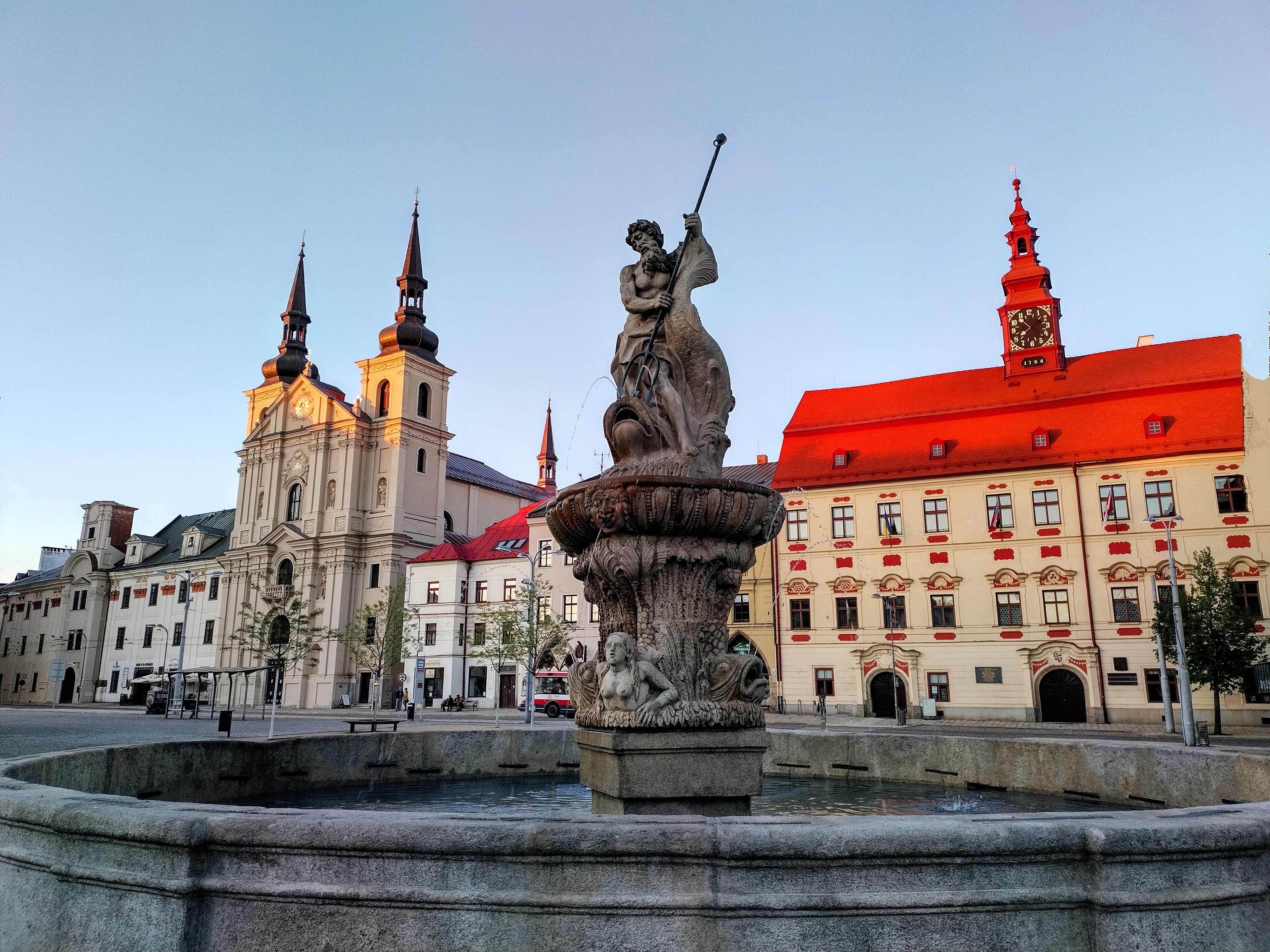
Фонтан Нептун. Площа Масарика, Їіглава (Чехія)
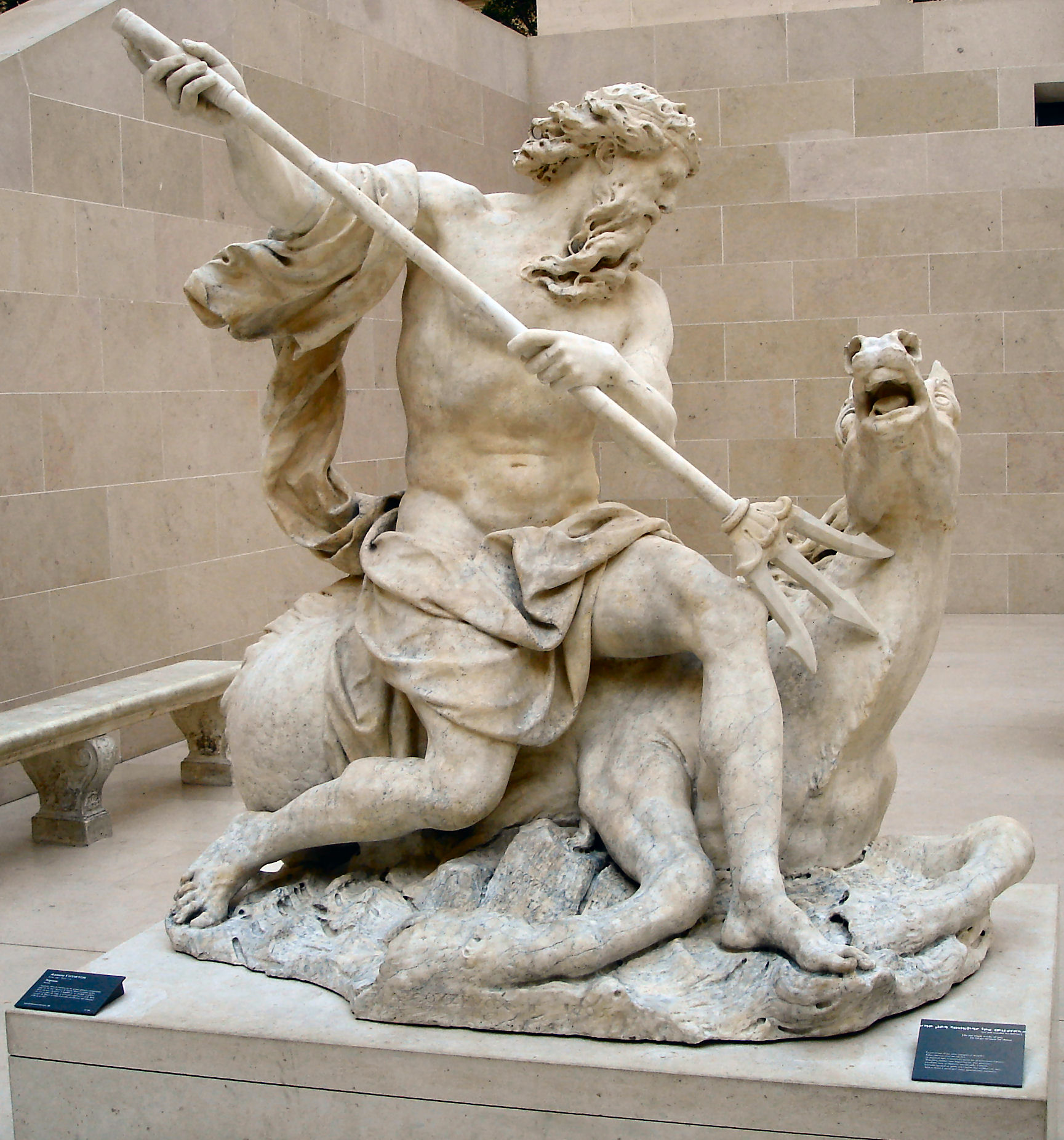
Мармурова статуя з палацу Марлі. Антуан Куазево, Лувр (1705)
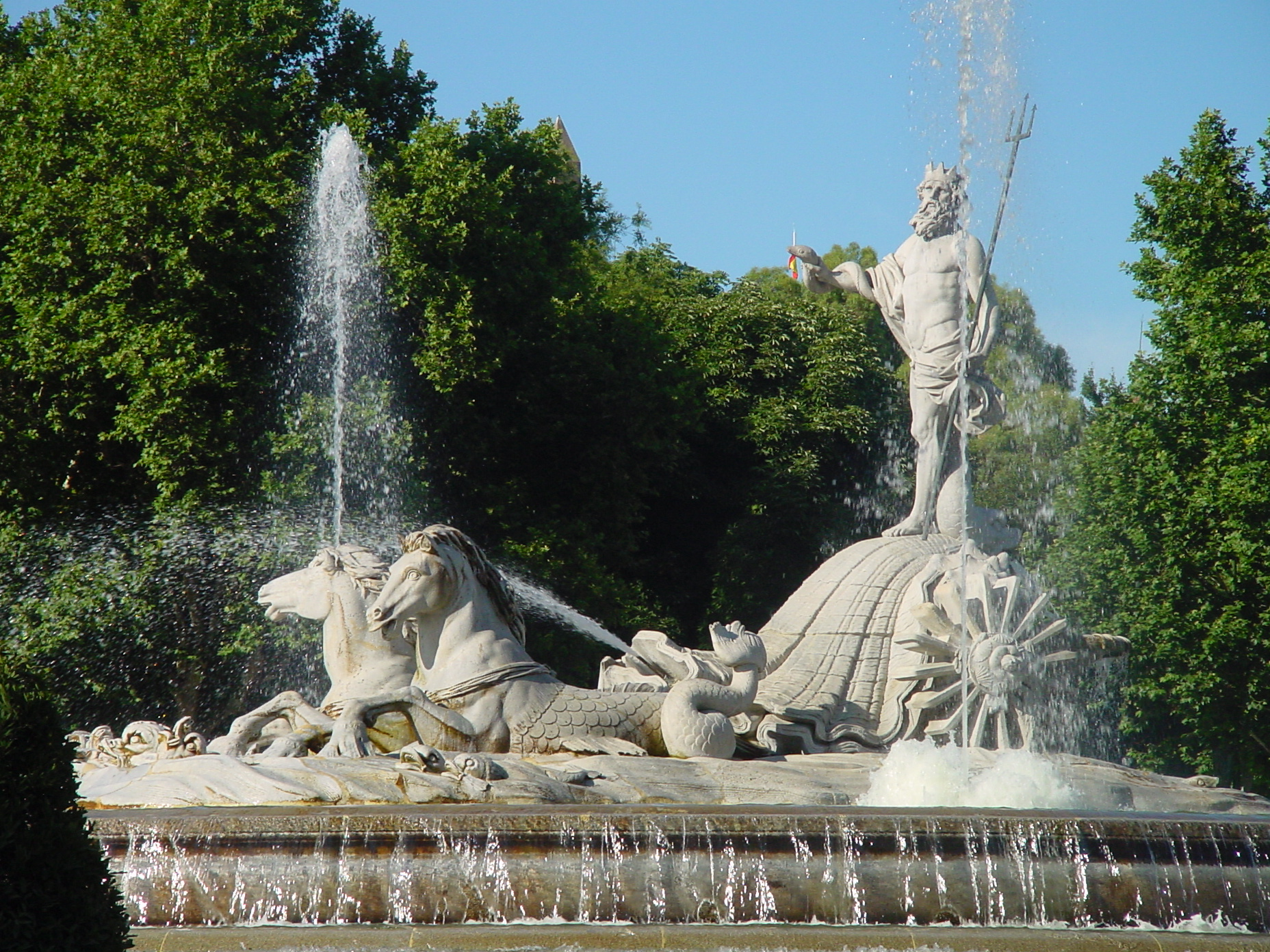
Фонтан Нептун. Хуан Паскуаль де Мена, Мадрид (1781-1786)
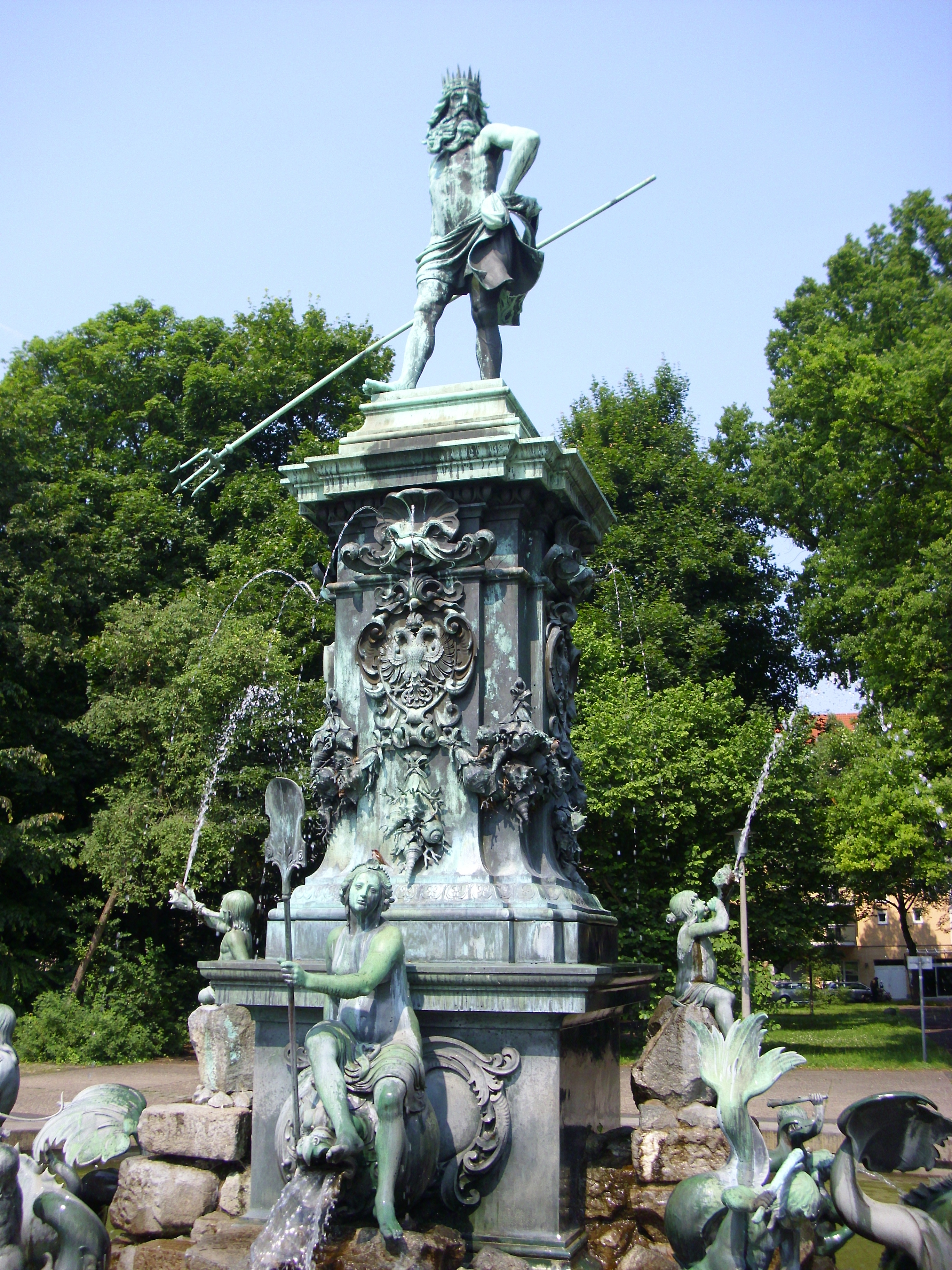
Фонтан Нептун. Нюрнберзький міський парк
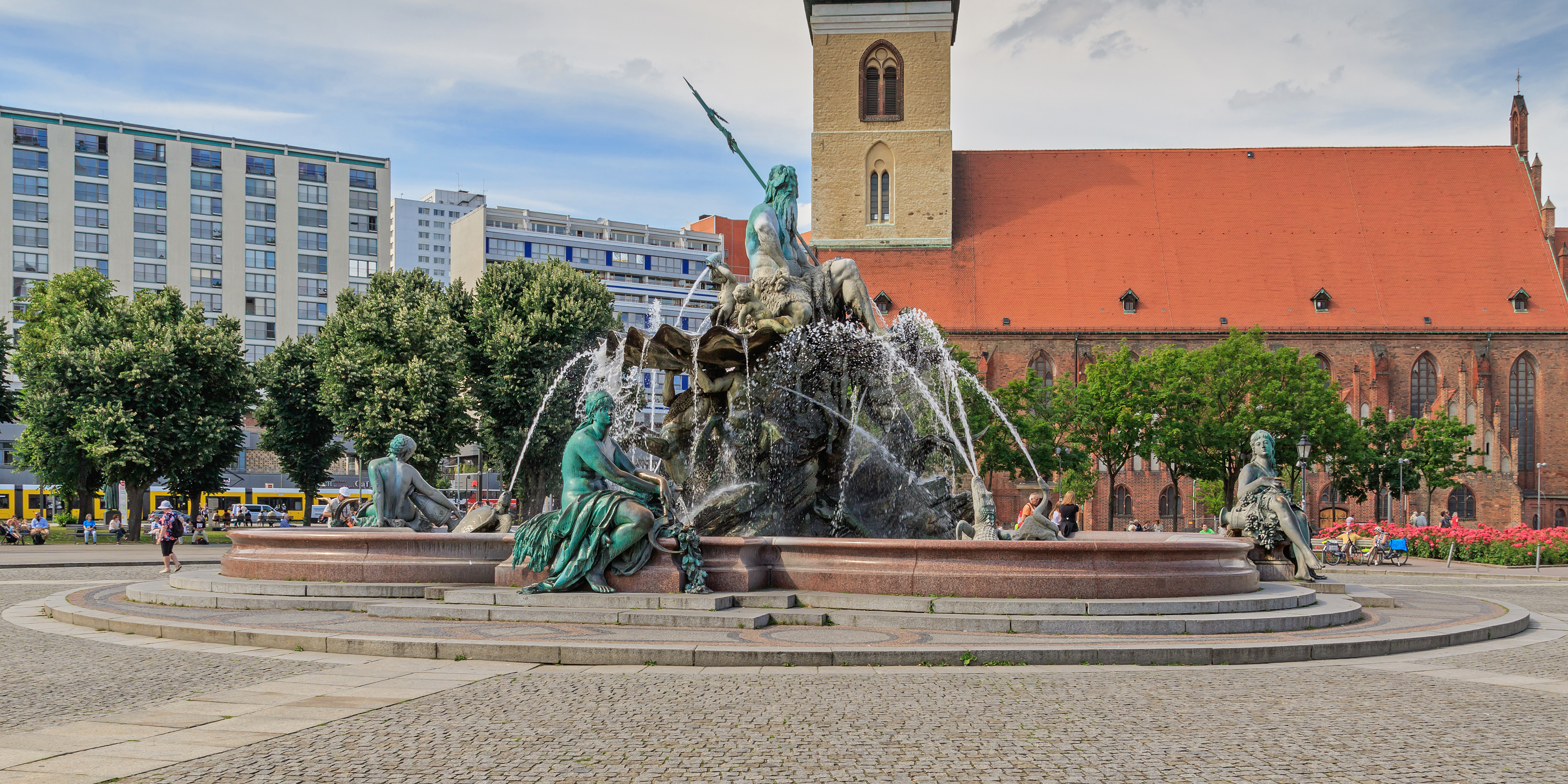
Фонтан Нептун. Рейнгольд Бегас, Берлін (1888-1891)
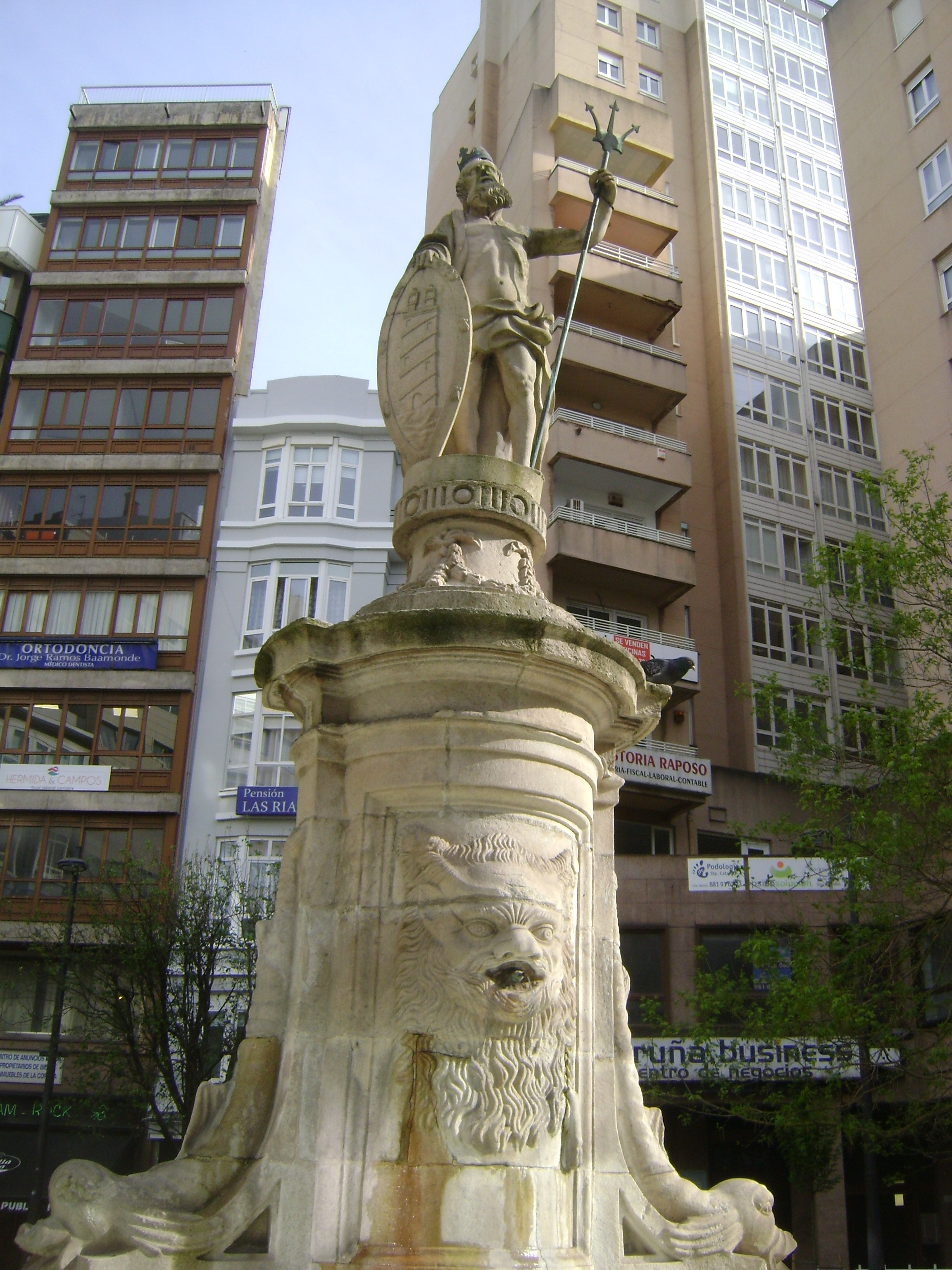
Пам'ятник в Ла-Корунья (Іспанія)